# Le Seigneur des anneaux (série radiophonique de 1979)
Pour les articles homonymes, voir Le Seigneur des anneaux (homonymie).
Le Seigneur des anneaux, roman de J. R. R. Tolkien, a été en 1979 l'objet d'une adaptation radiophonique produite par The Mind's Eye et diffusée par la radio publique américaine National Public Radio.
Écrite par Bernard Mayes, cette série radiophonique a été enregistrée avec un budget réduit ; ainsi, les acteurs sont issus de compagnies théâtrales locales de Virginie. La prononciation des noms propres imaginés par Tolkien a également été l'objet de critiques.

## Casting
- Ray Reinhardt : Bilbon
- James Arrington : Frodon
- Pat Franklyn : Merry
- Mac McCaddon : Pippin
- Lou Bliss : Sam
- Bernard Mayes : Gandalf, Tom Bombadil
- Tom Luce : Aragorn
- Gail Chugg : narrateur